# Raia-de-Agassiz
A raia-de-agassiz (Rioraja agassizi), é uma espécie de raia nativa do Oceano Atlântico Ocidental, único membro conhecido do gênero Rioraja, cuja etimologia vêm da junção de duas palavras em latim, rivus, que significa rio, fazendo referência ao estado do Rio de Janeiro, localidade tipo da espécie, e raja, que significa raia, o epíteto agassizi, é uma homenagem ao geólogo e zoólogo Loius Agassiz, responsável em descrever grande parte da ictiofauna do Brasil no século XIX.
Possui um corpo triangular marrom com o ventre claro, vive associada ao fundo, preferindo substratos arenosos e com cascalho fino, onde podem se enterrar. Se alimentam de pequenos peixes e crustáceos. Assim como as outras raias, possuem um esporão afiado em sua cauda, que utilizam quando se sentem ameaçadas. É uma espécie ovípara, as fêmeas depositam os ovos próximos de recifes, onde os ovos se fixam com filamentos, após a eclosão dos filhotes, as cascas dos ovos são levados até as praias e são chamados de ''bolsas de sereia'', pois o formato do ovo se assemelha muito com uma bolsa.
É uma espécie nativa do Atlântico Ocidental, sendo encontrada dês do Espirito Santo até o Rio Grande do Sul, Brasil, para o Uruguai e sul da Argentina.